# Post Mortem (Album)
Post Mortem ist ein Album des deutschen Rapper Rako. Es wurde im Mai 2011 über Para Bellum Musik im Selbstverlag veröffentlicht.

## Titelliste
1. Intro
2. Menschenhass
3. Organhandel (feat. Hirnspalt)
4. Mord und Totschlag (feat. Jesa und Trunk)
5. Wandelnde Tote
6. Sprengstoffgürtel (feat. Jasha)
7. Post Mortem
8. Verfolgungswahn
9. Warme Körper (feat. Schwartz)
10. Verbrannt (feat. Knowa)
11. Leichenliebe
12. Brutale Gedanken
13. Friedhof (feat. Almoe)
14. Outro

## Limitierung
Das Album Post Mortem erschien im Eigenvertrieb und war auf 250 Exemplare limitiert. Diese waren innerhalb von 20 Stunden ausverkauft. Der CD-Rohling ist eine unbedruckte CD-R, die von Rako mit Post Mortem, seinem Autogramm und der Nummerierung beschriftet wurde. Die CD wurde von einer Slimcase verpackt.

## Produktion
Die Produktion von Post Mortem wurde von eher unbekannteren Musikproduzenten vollzogen. Rako selbst spielte die Geige im Hintergrund vom Intro und Outro. Für die Beats zu Menschenhass, Organhandel, Warme Körper und Friedhof zeigte sich Rinox Beatz zuständig, während Cue41 die musikalische Untermalung von Mord und Totschlag, Wandelnde Tote und Leichenliebe übernahm. Zwei weitere Produktionen stammen von Thirtyhertz Music. Diese sind den Titeln Sprengstoffgürtel und Post Mortem zuzuordnen. Ebenfalls verwendet wurden Beats von Voodoo Beatz. Diese sind in den Songs Verfolgungswahn und Brutale Gedanken wiederzufinden. Außerdem steuerte Check Check Beatus die Musik zu Verbrannt bei.
Alle Titel wurden von Cue41 in den BMS Studios in Berlin aufgenommen. Für die Abmischung und das Mastering zeigte sich Knowa in den Hand am Sack Studios in Berlin verantwortlich.

## Gastbeiträge
Auf Post Mortem befinden sich sieben Gastbeiträge, die auf sechs Titeln zu hören sind. Organhandel enthält eine Strophe von Hirnspalt. Bei Mord und Totschlag wird Rako von den beiden Rappern Jesa und Trunk unterstützt, während Sprengstoffgürtel ein Featuring vom Berliner Hip-Hop-Künstler Jasha. Ein weiterer Gastbeitrag ist auf Warme Körper zu hören, wo Rakos Labelkollege Schwartz eine Strophe übernimmt. Auch Knowa ist auf dem Album vertreten, sein Beitrag ist auf Verbrannt enthalten. Mit Almoe zusammen nahm Rako den Titel Friedhof auf.

## Illustration
Das Cover bildet eine Zeichnung auf braunem Hintergrund ab. Dabei wurden weiße Waffen, Folterinstrumente und Skelette abgebildet. Oben steht in Rot der Schriftzug Rako und darunter in weißer Schreibschrift Post Mortem. Ganz unten befindet sich die Liste der Gastbeiträge.
Die Covergestaltung und das Artwork wurden von Bianka und Eikoe für NDArtwork gemacht.